# Damhus Å
Damhus Å är ett vattendrag i Danmark.   Det ligger i Region Mittjylland, i den västra delen av landet, 280 km väster om huvudstaden Köpenhamn.
Damhus Å bildar större delen av sitt lopp gräns mellan Lemvigs kommun och Holstebro kommun. Den mynnar i Nissum Fjord strax väster om Vemb.